# Żeglarstwo na Letnich Igrzyskach Olimpijskich 1968
Zawody zostały przeprowadzone w pięciu konkurencjach. Zawody zostały rozegrane między 14 a 21 października 1968 roku w Acapulco. W zawodach wystartowało 247 zawodników z 40 krajów.

## Finn
| Złoto                  | Punktacja | Srebro                     | Punktacja | Brąz                     | Punktacja |
| ZSRR · Wałentyn Mankin | 11,7      | Austria · Hubert Raudaschl | 53,4      | Włochy · Fabio Albarelli | 55,1      |

## Klasa Star
| Złoto                                            | Punktacja | Srebro                                  | Punktacja | Brąz                                      | Punktacja |
| Stany Zjednoczone · Lowell North · Peter Barrett | 14,4      | Norwegia · Peder Lunde · Per-Olav Wiken | 43,7      | Włochy · Franco Cavallo · Camillo Gargano | 44,7      |

## Klasa Dragon
| Złoto                                                               | Punktacja | Srebro                                                          | Punktacja | Brąz                                                    | Punktacja |
| Stany Zjednoczone · Bud Friedrichs · Barton Jahncke · Gerry Schreck | 6,0       | Dania · Aage Birch · Niels Markussen · Paul Lindemark Jørgensen | 26,4      | NRD · Paul Borowski · Karl-Heinz Thun · Konrad Weichert | 32,7      |

## Latający Holender
| Złoto                                                     | Punktacja | Srebro                              | Punktacja | Brąz                                         | Punktacja |
| Wielka Brytania · Rodney Pattisson · Iain MacDonald-Smith | 3,0       | RFN · Ullrich Libor · Peter Naumann | 43,7      | Brazylia · Reinaldo Conrad · Burkhard Cordes | 48,4      |

## Klasa 5,5 m
| Złoto                                                     | Punktacja | Srebro                                                      | Punktacja | Brąz                                                             | Punktacja |
| Szwecja · Ulf Sundelin · Jörgen Sundelin · Peter Sundelin | 8,0       | Szwajcaria · Louis Noverraz · Bernard Dunand · Marcel Stern | 32,0      | Wielka Brytania · Robin Aisher · Adrian Jardine · Apaul Anderson | 39,8      |

## Kraje uczestniczące
W zawodach wzięło udział 247 zawodników z 40 krajów
| - Argentyna (6) - Australia (11) - Austria (3) - Bahamy (6) - Belgia (3) - Bermudy (4) - Brazylia (5) - Cejlon (1) - Dania (12) - Filipiny (1) | - Finlandia (3) - Francja (9) - Grecja (6) - Hiszpania (8) - Holandia (6) - Hongkong (5) - Indonezja (3) - Jamajka (5) - Jugosławia (2) - Kanada (11) | - Meksyk (11) - NRD (8) - Norwegia (12) - Nowa Zelandia (3) - Polska (3) - Portoryko (6) - Portugalia (8) - RFN (11) - Salwador (3) - Stany Zjednoczone (11) | - Szwajcaria (6) - Szwecja (13) - Tajlandia (1) - Urugwaj (1) - Wenezuela (4) - Węgry (4) - Wielka Brytania (11) - Włochy (8) - Wyspy Dziewicze Stanów Zjednoczonych (3) - ZSRR (11) |

## Klasyfikacja medalowa
| Lp. | Państwo           |   |   |   | Razem |
| --- | ----------------- | - | - | - | ----- |
| 1.  | Stany Zjednoczone | 2 | 0 | 0 | 2     |
| 2.  | Wielka Brytania   | 1 | 0 | 1 | 2     |
| 3.  | Szwecja           | 1 | 0 | 0 | 1     |
| 3.  | ZSRR              | 1 | 0 | 0 | 1     |
| 5.  | RFN               | 0 | 1 | 0 | 1     |
| 5.  | Dania             | 0 | 1 | 0 | 1     |
| 5.  | Norwegia          | 0 | 1 | 0 | 1     |
| 5.  | Austria           | 0 | 1 | 0 | 1     |
| 5.  | Szwajcaria        | 0 | 1 | 0 | 1     |
| 10. | Włochy            | 0 | 0 | 2 | 2     |
| 11. | NRD               | 0 | 0 | 1 | 1     |
| 11. | Brazylia          | 0 | 0 | 1 | 1     |